# Ehsan Ullah Khan
Muhammad Ehsan Ullah Khan (Gwadar, Baluchistán, 9 de febrero de 1947) es un activista y luchador contra la esclavitud infantil pakistaní. Fundador y presidente del Frente de los trabajadores de las Fábricas de ladrillos, del Frente de Liberación del Trabajo Forzado en Pakistán (BLLF, Bounded Labour Liberation Front) y del Frente de Liberación del Trabajo Forzado Global, organización que se enfrenta a la esclavitud y al trabajo infantil en Pakistán y en el Sur de Asia. Es también coordinador de la Global March en Suecia. Además, Ullah Khan lucha contra el sistema de castas en Asia. Se ha destacado como opositor a la esclavitud infantil en Naciones Unidas, desarrollando esta labor a través del Grupo de Trabajo para las Formas Contemporáneas de Esclavitud, así como a través de su participación en los encuentros de la Organización Internacional del Trabajo. Conocido por su participación en la liberación de Iqbal Masih, niño esclavo, en 1992.

## Biografía
Ullah Khan estudia periodismo en la Universidad de Punjab, en Lahore, y en 1967, con diecinueve años, aún con sus estudios de Periodismo sin acabar, se encontró a un anciano, un católico, al que quiso ayudar a cruzar la calle. El hombre hablaba un dialecto que no conocía, pero le entendió que lo que deseaba era morir. Con lágrimas en los ojos, le contó que el dueño de su fábrica de ladrillos se disponía a vender a sus dos hijas adolescentes, a las que violaba continuamente. Este encuentro le permite conocer las condiciones de esclavitud de algunos trabajadores de Pakistán:

"Cuando iba a cruzar la calle me fijé en un hombre que estaba como paralizado, con una expresión de dolor muy grande. Me acerqué para ofrecerle ayuda para cruzar y el me dijo que no quería cruzar, sino morirse. Cuando le pregunté qué le pasaba me contó que el dueño de la fábrica de ladrillos en la que trabajaba había raptado a su hija y ahora él tenía que trabajar para él para poder recuperarla".

Tras este encuentro, Ehsan abre los ojos a una realidad abrumadora de esclavitud por deudas en su país. Se compromete con la causa de ese hombre, escribe un artículo que causa un gran impacto y consigue liberar a la chica. Pero para su sorpresa, a la semana siguiente, más personas lo esperaban a su puerta con historias semejantes. Asumió rápidamente la misión de formar a quienes se le acercaban sobre sus derechos y el trabajo forzado, que estaba muy extendido en la región. Denunció la relación entre los propietarios de las fábricas de ladrillos, la policía y los líderes políticos, relación de convertía la lucha por la liberación de los esclavos en algo difícil y peligroso.

## Fundación del Frente de los Trabajadores de las Fábricas de Ladrillos
En septiembre de 1967 fundó el Frente de los Trabajadores de las Fábricas de Ladrillos (Bhatta Mazdor Mahaz, BMM). Desde el comienzo, recibió amenazas, al tiempo en que los trabajadores eran sometidos a palizas e incluso asesinados. EL BMM no limitaba su acción a la organización de manifestaciones en contra del trabajo forzado sino que prestaba ayuda legal a los trabajadores y era la primera en la historia del sur de Asia en prestar un servicio de este calibre. Estas primeras luchas de su juventud resultaron ser el primer paso de una vida enteramente dedicada a la liberación de los esclavos y al reconocimiento de la dignidad de toda persona.
Tras sus primeras experiencias, Ehsan pasó a ser el primer recurso para muchos más trabajadores de las fábricas de ladrillos. El sistema de esclavitud por deudas no se limitaba a las fábricas sino que se extendía a otros grupos como los trabajadores del campo, los tejedores de alfombras y los mineros.
En su trayectoria de lucha contra la esclavitud siguió ejerciendo de periodista y sus artículos, reivindicando el respeto a los derechos humanos y la libertad de prensa, le llevaron a la cárcel en no pocas ocasiones. En 1982 fue arrestado durante seis meses y confinado en una celda de aislamiento en el famoso campo del Fuerte de Lahore, durante el mandato del dictador Zia ul Haq, cuyo régimen se mantuvo durante una década (1978-1988). Fue arrestado y torturado tras haber escrito un artículo denunciando el desarrollo de armas biológicas en Lahore en un laboratorio controlado por el gobierno en el que los trabajadores de las fábricas de ladrillos habían sido usados como conejillos de indias. Como consecuencia de dichos experimentos en humanos, dentro de un proyecto secreto de investigación, muchos de los esclavos murieron.
A pesar de todo ello, este activista pakistaní sigue predicando la no violencia. 

“Mi creencia es fuerte y creo que la tortura entraña tortura. Si torturas hoy, estarás sembrando eso mismo en el futuro”

, asegura.
El delito que le atribuyeron por dicha acusación fue el de alta traición cuyo castigo era la pena de muerte.

## Fundación del Frente de Liberación del Trabajo Forzado
Ehsan Ullah trabajó con grandes poderosos en contra, fue acosado y perseguido por los barones feudales apoyados por la burocracia corrupta. Consiguió su primer triunfo veinte años después de comenzar su lucha, cuando el Tribunal Supremo, en una sentencia histórica en septiembre de 1988, prohibió el pesghi o la servidumbre por deudas.Fue en entonces que Satyarthi, que ya se había hecho un nombre por sí mismo en la India como el progenitor del Bachpan Bachao Andolan (Movimiento para Salvar a la Infancia), se reunió con Ehsan y le aconsejó que pusiera en marcha una red más amplia para incluir a todas las realidades de explotación del trabajo en otras industrias. Así, Ehsan funda el Frente de Liberación del trabajo Forzado en Pakistán (Bounded Labour Liberation Front, BLLF) en el mismo 1988.
Muchos fueron los que intentaron convencerle de la necesidad de una lucha más agresiva, pero su convencimiento de que la vía de cambio descansaba en la no violencia le hizo persistir en el camino del fomento de la educación y la democracia.
Pero también fue encontrando apoyos en el camino. Sus padres, fueron su principal sostén económico y moral durante la primera etapa de su quehacer, la Biblia y la lectura de El viejo y el mar de Hemingway le sostuvieron en la lucha en los momentos de más desánimo.
Su histórica victoria en el Tribunal Supremo le proporcionó notoriedad internacional y pudo obtener apoyos hasta entonces impensables. 

«Mi madre –recuerda Ullah Khan– solía hacer comida para las personas, casi todas cristianas, que venían a verme de noche, porque estaban demasiado asustadas para hacerlo de día. Mis padres eran buenos musulmanes, pero me decían que la humanidad es lo primero»

.
La importancia del papel de los niños se pone de relieve en su estrategia para el desarrollo en la que sostiene que "las víctimas deben protagonizar el cambio".[cita requerida] En numerosas ocasiones ha afirmado que solo si los niños tienen la educación a su alcance y adquieren conciencia de la importancia del respeto a los derechos humanos y a la democracia, el país tendrá una esperanza de lograr un futuro de dignidad. Así mismo, Ehsan Ullah Khan, siempre creyó que "aquellos niños que tengan una educación básica, conocimiento de sus derechos humanos y esperanza en el futuro, podrán ellos mismos, acabar con la esclavitud".

## Liberación deIqbal Masih
Entre sus logros, Ehsan ha conseguido sacar de la esclavitud a más de un millón de trabajadores de la industria del ladrillo en Pakistán y también la liberación de Iqbal Masih, todo un icono.

"Cuando lo conocí tenía diez años. Trabajaba como esclavo en una fábrica de alfombras, encadenado al telar. Había escapado, estaba aterrorizado, pero me ayudó a llenar la ciudad de carteles que anunciaban que la esclavitud estaba prohibida, que acudieran a nosotros.
El dueño de la fábrica fue condenado, y así quedaron en libertad los compañeros de Iqbal; él se vino a vivir conmigo, se convirtió en mi hijo y en un luchador imparable, quería ser abogado".

## Exilio y Fundación del FLTF Global
Tras el asesinato de Iqbal Masih, el 16 de abril de 1995, Ullah Khan lloró la muerte del chico con la comunidad cristiana y besó su cadáver, lo que los integristas consideraron una herejía. El Gobierno paquistaní, aprovechando que había acudido a una mesa del grupo de trabajo sobre las formas contemporáneas de esclavitud de la Organización Internacional del Trabajo de Naciones Unidas, a la que estaba invitado a asistir junto con Iqbal, le retiró el visado, impidiéndole así el regreso al país. Ehsan se ve forzado a vivir en el exilio. Una vez asumido que va a tener que a vivir una temporada en Europa, pone en marcha el Frente para la Liberación del Trabajo Forzado Global (BLLF Global) en 1996, para luchar contra la esclavitud infantil y el trabajo forzado en el mundo.
Una vez logrado su exiliado, el ejército se hace con las oficinas del BLLF y desmantela las más de 250 escuelas que se habían puesto en marcha por todo el país.
Pese a tener la intención de volver a Pakistán y acudir anualmente a la embajada solicitando su visado, debe quedarse en Suecia pues se enfrenta a una nueva acusación de alta traición por "hacer propaganda negativa contra el país" en sus denuncias de la esclavitud infantil.
Siete años después, el 28 de noviembre de 2001, el cargo de sedición fue exonerado en el Alto Tribunal de Lahore, cuando el juez declaró que el caso era ilegal y las alegaciones falsas. Sin embargo, el gobierno pakistaní sigue sin permitirle volver a su país. Durante el tiempo de exilio no ha cesado en su actividad internacional en pro de la libertad y dignidad de todo ser humano.
En palabras de Kailash Satyarthi, Premio Nobel de la Paz 2014, en referencia a Ullah Khan, el 7 de mayo de 2015:

"Iqbal Masih fue un mártir de la esclavitud infantil pero el hombre que tengo a mi lado es un mártir en vida. No hay nadie que haya sufrido tanto como él por los derechos de los niños".
"Ehsan es la única persona en el mundo exiliada forzosamente de su país por la lucha contra la esclavitud infantil. Lo ha sacrificado todo por la causa: su familia, su profesión, sus amigos, su infraestructura de escuelas en Pakistán. Ha estado 12 veces en la cárcel y ha sido torturado en varias ocasiones. Su gobierno le ha condenado a pena de muerte por denunciar que en su país trabajan niños para empresas extranjeras".
"Me siento orgulloso de tener tantos buenos amigos; algunos son casi como de la familia, Comenzando por Ehsan Ullah Khan, el gran pionero en la historia del movimiento contra en trabajo forzado e infantil en Pakistán...".

El 7 de abril de 2017 tiene un encuentro en el Ayuntamiento de Santiago de Compostela con su alcalde, Martiño Noriega, para dialogar en torno a cómo hacer frente a un sistema económico en el que se obliga a la sociedad a participar de la explotación de los empobrecidos de la tierra. En esos días también participa en un Taller de Documentalismo y acción no violenta organizado por el partido SAIN, para denunciar la explotación en el textil.
El 8 de abril de 2017 participa en una acción noviolenta en la tienda de Zara de Santiago de Compostela para denunciar la explotación de refugiados sirios en Turquía en talleres de Zara y Mango .
El 17 de abril de 2017 imparte una charla en el Colegio Oficial de Graduados Sociales de Salamanca, en el que Colegio y Universidad decidieron poner en marcha que cada 16 de abril con motivo del día contra la esclavitud infantil se organizará un acto conjunto en el que seguir luchando en la erradicación de esta deplorable práctica además de concienciar a gobiernos y ciudadanos de la realidad que esconde.

El 26 de abril asistió a la ceremonia de entrega del premio Los Niños del Mundo, presentado por Su Majestad la Reina Silvia de Suecia. 

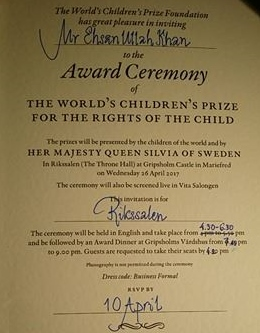
Invitation to the world's children prize Award Ceremony 2017

El 16 de abril de 2018 vuelve a ser invitado por la Universidad de Salamanca (USAL) donde es recibido por el vicerrector de Política Académica y Participación Social, Enrique Cabero.
En mayo de 2018 tiene un encuentro con Mons. Juan Carlos Elizalde, Obispo de Vitoria en el que este le escribe una carta recomendando a otros obispos que acojan su testimonio por el bien que le ha hecho a la diócesis.

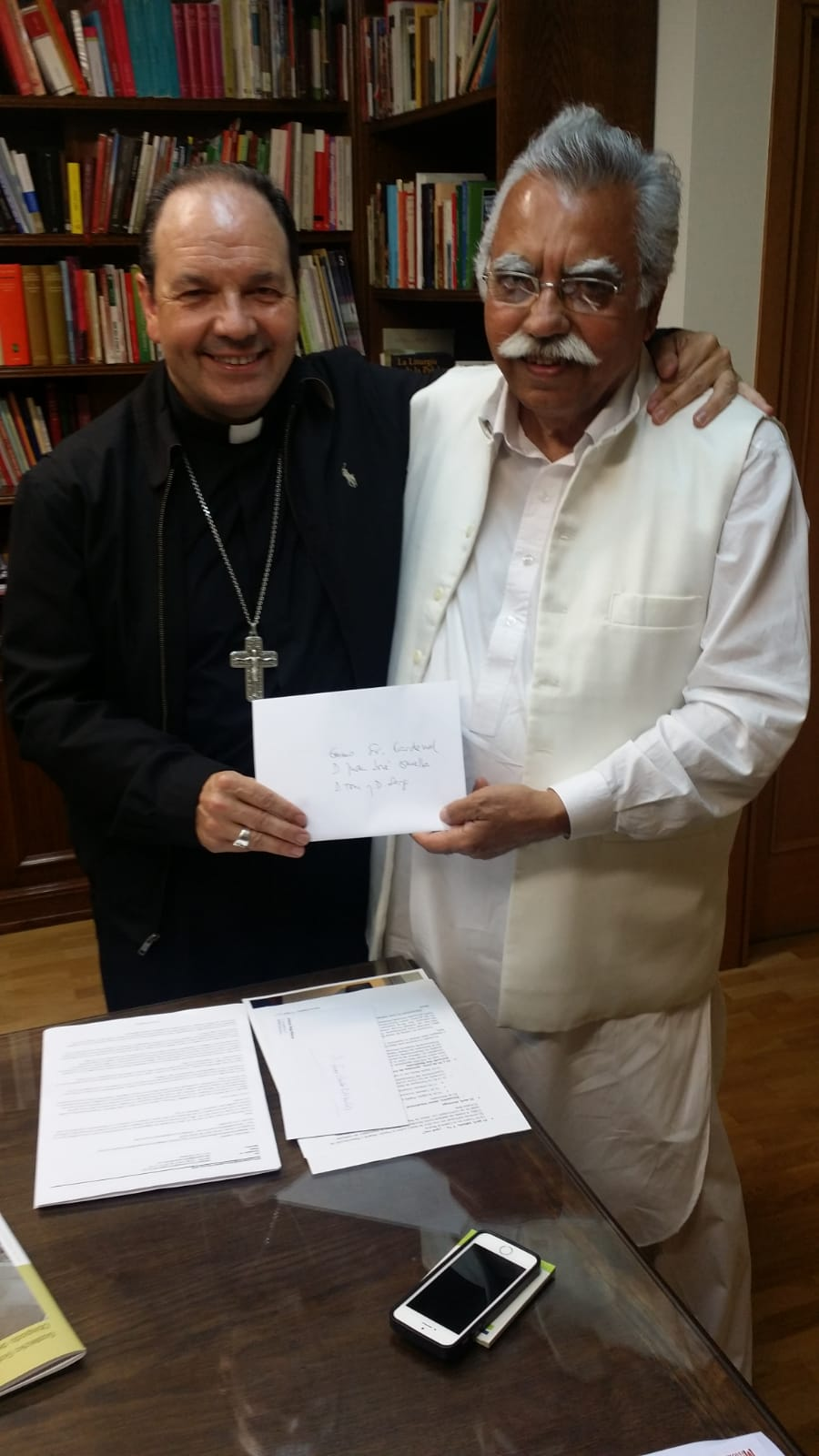
Encuentro entre Ehsan Ullah Khan y el Obispo de Vitoria Juan Carlos Elizalde

El 25 de octubre de 2018 da una rueda de prensa en la calle en Bilbao.
El 30 de octubre de 2018 comparece en la Comisión de Derechos Humanos e Igualdad del Parlamento Vasco. En esta el primer punto del orden del día fue:
-      Comparecencia de Ehsan Ullah Khan, a petición de la Comisión, de acuerdo con la solicitud formulada por Tinixara Guanche Suárez, parlamentaria del grupo Elkarrekin Podemos, a fin de que presente una panorámica de la situación del trabajo y esclavitud infantil. (11\10\06\03\00489)
El 12 de junio de 2019, es entrevistado en Radio Televión Española (rtve).